# Паншин, Анатолий Иванович
Анатолий Иванович Паншин (31 марта 1920, Пасынково, Ярославская губерния — 13 октября 1978, Гаврилов-Ям, Ярославская область) — командир взвода управления 186-го минометного полка, старшина — на момент представления к награждению орденом Славы 1-й степени.

## Биография
Родился 31 марта 1920 года в деревне Пасынково (ныне — Гаврилов-Ямского района Ярославской области) в семье крестьянина. Член КПСС с 1943. Окончил 7 классов. Работал кузнецом в колхозе.
В начале июня 1941 года был призван в Красную Армию Гаврилов-Ямским райвоенкоматом. Службу начал в Заполярье курсантом в 569-м авиационном батальоне связи. В октябре того же года старший сержант Паншин был направлен строевую часть на Западный фронт, в 77-м стрелковый полк помощником командира взвода бронебойщиков. Боевое крещение получил в ноябре на подступах к столице. Бронебойщики Паншина по нескольку раз в день отбивали атаки вражеских танков и бронемашин. В бою за город Ржев получил контузию и был ранен. В августе 1942 года, после госпиталя, был зачислен в 169-й отдельный минометный полк, с февраля 1943 года продолжил службу в составе 186-го минометного полка 3-й артиллерийской дивизии прорыва. В составе этого полка прошел до конца войны. Был разведчиком, связистом взвода управления минометной батареи.
В одном из боев летом 1943 года, устраняя обрыв связи между батареей и стрелковыми подразделениями, заменил утраченный кусок провода своим телом, зажав в руках концы. Таким образом он лежал несколько минут под огнём противника, обеспечивая связь, был ранен. После лечения вернулся в свой полк. Участвовал в сражении на Курской дуге, в боях за освобождение правобережной Украины.
В конце августа 1943 года в районе деревни Слободка, находясь в боевых порядках пехоты, старший сержант Паншин своевременно обнаружил огневые средства противника и доложил командиру батареи об их местонахождении, благодаря чему огнём батареи было уничтожено до 30 солдат, три пулеметных точки с прислугой. В наступательных боях с 1 по 7 сентября он обнаружил ещё 5 огневых точек и одну минометную батарею, которые тоже были уничтожены огнём батареи. Когда 3 сентября ранило командира взвода, Паншин принял на себя командование взводом. Распределив между бойцами обязанности, сам он вторично выдвинулся в боевые порядки пехоты и оттуда корректировал огонь батареи. За находчивость, мужество и отвагу, был награждён орденом Красной Звезды.
В конце декабря — начале января 1944 года во время Житомирско-Бердичевской наступательной операции 3-я минометная батарея прикрывала боевые порядки наступающей стрелковой части. Как всегда, старший сержант Паншин вел разведку огневых точек противника находясь в передовых подразделениях.
8 января 1944 года командир отделения разведки старший сержант Паншин у села Шевченко, находясь в боевых порядках пехоты, выявил несколько огневых точек, точно корректировал огонь батареи по их подавлению. При отражении контратаки, когда противнику удалось потеснить пехоту Паншин заменил вышедший из строй расчет 82-мм миномета, точным огнём уничтожил более 30 солдат и офицеров противника, поразил 2 пулемета. В районе села Онацковцы обнаружил наблюдательный пункт противника и 2 пулеметные точки, которые по его целеуказаниям были накрыты минометным огнём. Отражая очередную контратаку огнём из автомата, лично уничтожил двух пулеметчиков, пытавшихся задержать наступление. Приказом по 3-й артиллерийской дивизии от 9 апреля 1944 года старший сержант Паншин Анатолий Иванович награждён орденом Славы 3-й степени.
Летом 1944 года старшина Паншин стал командиром взвода управления 3-й батареи. Во время наступления Паншин находился на передовом наблюдательном пункте. Только за один день 20 августа ему удалось засечь три станковых и два ручных пулемета, два противотанковых орудия. Перед атакой минометная батарея сразу же накрыла разведанные цели. После огневого налета наши бойцы успешно овладели траншеями противника и закрепились там. Всего за период наступательных действий — с середины июля до конца августа 1944 года — старшина Паншин разведал четыре станковых и восемнадцать ручных пулеметов, большое количество танков и самоходных орудий противника. Был награждён за это орденом Отечественной войны 2-й степени. Завершив освобождение Польши, бойцы 186-го минометного полка вступили на территорию Восточной Пруссии.
21 января 1945 года в бою за город Розенберг старшина Паншин командовал минометной батареей, командир которой находился в госпитале. Минометчики поразили 3 пулемета противника, подбили бронетранспортер. Когда обеспечить меткую стрельбу с места из-за дыма и пыли стало просто невозможно, Паншин передал командование батареей заместителю. Сам с рацией, как и в предыдущих боях, стал с передовых позиций корректировать огонь минометов. Ворвавшись вместе с пехотой в числе первых на окраину города, в рукопашной схватке истребил несколько противников, пленил офицера.
Особенно отличился старшина в боях за овладение плацдармом на левом берегу Одера. В ночь на 23 января в бою восточнее города Олау в составе группы разведчиков форсировал реку. Открыл внезапно огонь по атакующим вражеским солдатам, обратил их в бегство, захватил рубеж на опушке леса и удержал его до подхода подкрепления. За ночь Паншин не только засек множество огневых точек, но на всякий случай пристрелял и несколько участков на вероятных направлениях контратак противника. Когда на рассвете противники пошли в контратаку, то были остановлены точным минометным огнём, который корректировал Паншин. Приказом по войскам 3-й гвардейской армии № 035/н от 27 апреля 1945 года старшина Паншин Анатолий Иванович награждён орденом Славы 2-й степени.
16 апреля 1945 года вместе с группой разведчиков первым переправился через реку Нейсе близ города Мускау. В завязавшемся бою разведчики подбили самоходное орудие и бронетранспортер, захватили два пулемета. Уничтожив вражеское охранение, они обеспечивали форсирование водной бригады другими подразделениями. В это бою Паншин лично истребил 6 противников, взял в плен нескольких вражеских солдат.
1 мая у населенного пункта Писковиц Паншин с двумя разведчиками находился на нейтральной полосе, ведя наблюдение за противником. При отражении контратаки разведчики подбили бронетранспортер, огнём из пулемета вывели из строя до 15 пехотинцев и взяли в плен одиннадцать солдат и одного офицера противника.
День Победы старшина Паншин встретил в Праге, столице Чехословакии. После войны продолжал службу в армии.
Указом Президиума Верховного Совета СССР от 15 мая 1946 года за исключительное мужество, отвагу и бесстрашие, проявленные на заключительном этапе Великой Отечественной войны в боях с вражескими захватчиками, гвардии старшина Паншин Анатолий Иванович награждён орденом Славы 1-й степени. Стал полным кавалером ордена Славы.
В 1946 году А. И. Паншин был демобилизован. Вернулся на родину, жил в городе Гаврилов-Ям Ярославской области. Работал мастером в строительном управлении. Скончался 13 октября 1978 года.

## Награды
Награждён орденами Отечественной войны 2-й степени, Красной Звезды, Славы 3-х степеней, медалями.